# Thunberga
Thunberga – rodzaj pająków z rodziny spachaczowatych. Występuje endemicznie w krainie madagaskarskiej. Obejmuje 4 opisane dotąd gatunki.

## Morfologia
Pająki te osiągają od 12,7 do 24 mm długości ciała w przypadku samców i od 10,4 do 31 mm w przypadku samic. Ubarwienie mają żółtawobrązowe z drobnym nakrapianiem wierzchu prosomy, opistosomy i odnóży oraz z podłużnymi paskami na szczękoczułkach. Układ kropek na prosomie wyróżnia te pająki na tle innych spachaczowatych.
W widoku od góry oba rzędy oczu są proste lub oczy przednio-środkowe leżą nieco przed przednio-bocznymi, a tylno-środkowe nieco za tylno-bocznymi. Oczy tylno-boczne są zwykle nieco większe niż pozostałych par, w których to są mniej więcej równych rozmiarów. Oczy przednio- i tylno-boczne umiejscowione są na niewielkich wzgórkach karapaksu. Tylna krawędź szczękoczułków ma od 1 do 4 szczecinek i od 5 do 7 zębów; pomiędzy dwoma położonymi najbardziej odsiebnie zębami występuje niewielka przerwa, co jest cechą wyróżniającą rodzaj na tle całej rodziny. Przednia krawędź szczękoczułków ma 3 zęby. Dłuższe niż szerokie sternum dysponuje czterema parami wyrostków skierowanych dobiodrowo. Kolejność par odnóży od najdłuższej do najkrótszej to II, I, IV, III. Nadstopia ostatniej pary odnóży mają rzadko rozmieszczone skopule, natomiast na nadstopiach i stopach pozostałych par są one rozmieszczone gęsto. Każdy pazurek odnóża ma pojedynczy szereg 12 ząbków, zaś pazurki nogogłaszczków samic mają po 6 ząbków. Owalna opistosoma ma na wierzchu dwie pary, a na spodzie dwa rzędy miejsc przyczepów mięśni (sigilli).
Nogogłaszczki samca mają cymbium dwukrotnie dłuższe niż szerokie. Apofiza retrolateralna (RTA) jest prosta, pozbawiona modyfikacji i osadzona w odsiebnej części goleni. Spermofor bierze początek w odsiebno-bocznej części tegulum i po zrobieniu pętli wchodzi w embolus. Płytka płciowa samicy ma dłuższe niż szersze pole epigynalne, nieparzystą przednią kieszeń ulokowaną na samym przedzie i otwartą ku tyłowi oraz jedną parę, czasem zredukowanych narządów szczelinowatych, umiejscowionych blisko pola epigynalnego.

## Ekologia i występowanie
Rodzaj endemiczny dla krainy madagaskarskiej, znany z Madagaskaru, Nosy Be i Nosy Boraha. Najszerzej rozprzestrzenionym gatunkiem jest T. nossibeensis. Pozostałe znane są tylko z północnej części kraju. Możliwe, że przedstawiciele rodzaju występują także na Majotcie.
Biologia i ekologia tych pająków pozostają nieznane. Osobnika przypuszczalnie należącego to tego rodzaju napotkano w nocy na liściach jagodlinu wonnego.

## Taksonomia
Rodzaj ten wprowadzony został w 2020 roku przez Petera Jägera. Gatunkiem typowym rodzaju wyznaczył on opisanego w 1907 roku przez Embrika Stranda Olios nossibeensis. Nazwa rodzajowa honoruje Gretę Thunberg, cytując autorów, młodą i odważną aktywistkę klimatyczną prowadzącą walkę przeciwko globalnemu ociepleniu i ignoranckim interesariuszom dla lepszej przyszłości naszej planety.
Do rodzaju tego zalicza się 4 opisane dotąd gatunki:
- Thunberga greta Jäger, 2020
- Thunberga malagassa (Strand, 1907)
- Thunberga nossibeensis (Strand, 1907)
- Thunberga septifera (Strand, 1908)